# Eurocup 2014-2015
L'Eurocup 2014-2015 è stata la tredicesima edizione del secondo torneo europeo di pallacanestro per club. Il trofeo è andato per la seconda volta nella storia della competizione alla formazione russa del Chimki che, nella doppia finale, ha sconfitto gli spagnoli del CB Gran Canaria garantendosi così un posto per la prossima stagione di Eurolega.

## Cambio di formato
Il numero delle squadre ammesse alla Regular season è diminuito da 48 a 36. Le squadre sono divise in due Conference su base geografica. Ogni Conference è composta da 3 gruppi di 6 squadre ciascuno. Le prime quattro di ciascun gruppo avanzano al turno successivo (denominato Last 32).
Le squadre che in Eurolega non hanno raggiunto la Top 16, si uniscono alle 24 squadre qualificate dalla Regular season per partecipare alla Last 32. In questa fase le formazioni vengono divise in 8 gruppi di 4 squadre ciascuno. Le prime due classificate di ciascun gruppo avanzano alla fase finale ad eliminazione diretta.
Ottavi, quarti, semifinali e finale si giocano (come l'anno precedente) in due partite.

## Squadre partecipanti
Le squadre partecipanti alla Regular season sono 36, 29 qualificate direttamente più le 7 perdenti del turno preliminare di Eurolega.
| Qualificate alla regular season | Qualificate alla regular season | Qualificate alla regular season              | Qualificate alla regular season              | Qualificate alla regular season              | Qualificate alla regular season              | Qualificate alla regular season              |
| Paese                           | Squadre                         | Squadre (posizione nel campionato nazionale) | Squadre (posizione nel campionato nazionale) | Squadre (posizione nel campionato nazionale) | Squadre (posizione nel campionato nazionale) | Squadre (posizione nel campionato nazionale) |
| ------------------------------- | ------------------------------- | -------------------------------------------- | -------------------------------------------- | -------------------------------------------- | -------------------------------------------- | -------------------------------------------- |
| Francia (LNB)                   | 5                               | Strasburgo IG (2)                            | SLUC Nancy (3)                               | JDA Digione (4)                              | Paris-Levallois WC (6)                       | ASVEL Lyon-Villeurbanne (7)                  |
| Russia (VTB)                    | 4                               | Chimki (5)                                   | Lokomotiv Kuban (6)                          | Zenit San Pietroburgo (7)                    | Krasnyj Oktjabr' WC (11)                     |                                              |
| Germania (BBL)                  | 4                               | EWE Baskets Oldenburg (3)                    | Artland Dragons (4)                          | Brose Baskets Bamberg WC (5)                 | Telekom Baskets Bonn WC (6)                  |                                              |
| Spagna (ACB)                    | 3                               | CB Gran Canaria (5)                          | CB Siviglia (7)                              | Basket Zaragoza 2002 (8)                     |                                              |                                              |
| Turchia (TBL)                   | 3                               | Banvit (3)                                   | Pınar Karşıyaka (4)                          | Beşiktaş WC (6)                              |                                              |                                              |
| Italia (Lega A)                 | 3                               | Pallacanestro Reggiana (7)                   | Pallacanestro Virtus Roma (4)                | Pallacanestro Cantù WC (5)                   |                                              |                                              |
| Lettonia (LBL)                  | 2                               | BK Ventspils (1)                             | VEF Riga (2)                                 |                                              |                                              |                                              |
| Belgio (BLB)                    | 2                               | Ostenda (1)                                  | Spirou Charleroi WC (5)                      |                                              |                                              |                                              |
| Grecia (GBL)                    | 1                               | PAOK (3)                                     |                                              |                                              |                                              |                                              |
| Lituania (LKL)                  | 1                               | Lietuvos rytas (3)                           |                                              |                                              |                                              |                                              |
| Serbia (ABA)                    | 1                               | Partizan Belgrado (4)                        |                                              |                                              |                                              |                                              |
| Slovenia (ABA)                  | 1                               | Union Olimpija WC (10)                       |                                              |                                              |                                              |                                              |
| Montenegro (ABA)                | 1                               | Budućnost Podgorica (5)                      |                                              |                                              |                                              |                                              |
| Romania (RBD)                   | 1                               | CSU Asesoft WC (1)                           |                                              |                                              |                                              |                                              |
| Ungheria (MKNB)                 | 1                               | Szolnoki Olaj WC (1)                         |                                              |                                              |                                              |                                              |
| Repubblica Ceca (NBL)           | 1                               | ČEZ Nymburk (1)                              |                                              |                                              |                                              |                                              |
| Polonia (PLK)                   | 1                               | Zielona Góra (2)                             |                                              |                                              |                                              |                                              |
| Israele (BSL)                   | 1                               | Hapoel Gerusalemme (3)                       |                                              |                                              |                                              |                                              |

## Regular season
Se due o più squadre al termine ottengono gli stessi punti, vengono classificate in base ai seguenti criteri:
1. Scontri diretti.
2. Differenza punti negli scontri diretti.
3. Differenza punti generale.
4. Punti fatti.
5. Somma dei quozienti di punti fatti e punti subiti in ogni partita.

| Qualificata alla Last 32 |
| Eliminata                |

### Conference 1

#### Gruppo A
|    | Squadra         | P.ti | G  | V | P | PF  | PS  | DP  |
| -- | --------------- | ---- | -- | - | - | --- | --- | --- |
| 1. | Strasburgo      | 16   | 10 | 8 | 2 | 742 | 701 | +41 |
| 2. | Bamberger       | 12   | 10 | 6 | 4 | 768 | 672 | +96 |
| 3. | Paris-Levallois | 10   | 10 | 5 | 5 | 753 | 759 | -6  |
| 4. | Saragozza       | 10   | 10 | 5 | 5 | 831 | 812 | +19 |
| 5. | Telekom Bonn    | 8    | 10 | 4 | 6 | 774 | 851 | -77 |
| 6. | Pall. Reggiana  | 4    | 10 | 2 | 8 | 735 | 808 | -73 |

#### Gruppo B
|    | Squadra         | P.ti | G  | V  | P | PF  | PS  | DP   |
| -- | --------------- | ---- | -- | -- | - | --- | --- | ---- |
| 1. | Gran Canaria    | 20   | 10 | 10 | 0 | 837 | 704 | +133 |
| 2. | Ostenda         | 12   | 10 | 6  | 4 | 768 | 766 | +2   |
| 3. | Digione         | 12   | 10 | 6  | 4 | 710 | 739 | -29  |
| 4. | Pall. Cantù     | 8    | 10 | 4  | 6 | 738 | 752 | -14  |
| 5. | ASVEL           | 6    | 10 | 3  | 7 | 744 | 791 | -47  |
| 6. | Artland Dragons | 2    | 10 | 1  | 9 | 725 | 770 | -45  |

#### Gruppo C
|    | Squadra          | P.ti | G  | V | P | PF  | PS  | DP  |
| -- | ---------------- | ---- | -- | - | - | --- | --- | --- |
| 1. | Virtus Roma      | 14   | 10 | 7 | 3 | 826 | 773 | +53 |
| 2. | Nancy            | 12   | 10 | 6 | 4 | 776 | 742 | +34 |
| 3. | ČEZ Nymburk      | 10   | 10 | 5 | 5 | 771 | 780 | -9  |
| 4. | Siviglia         | 10   | 10 | 5 | 5 | 776 | 757 | +19 |
| 5. | EWE Oldenburg    | 8    | 10 | 4 | 6 | 737 | 737 | 0   |
| 6. | Spirou Charleroi | 6    | 10 | 3 | 7 | 705 | 802 | -97 |

### Conference 2

#### Gruppo D
|    | Squadra              | P.ti | G  | V | P | PF  | PS  | DP   |
| -- | -------------------- | ---- | -- | - | - | --- | --- | ---- |
| 1. | Chimki               | 16   | 10 | 8 | 2 | 872 | 756 | +116 |
| 2. | Beşiktaş             | 14   | 10 | 7 | 3 | 773 | 705 | +68  |
| 3. | Olimpija Lubiana     | 12   | 10 | 6 | 4 | 800 | 782 | +18  |
| 4. | Zenit S. Pietroburgo | 10   | 10 | 5 | 5 | 808 | 809 | -1   |
| 5. | Szolnoki Olaj        | 6    | 10 | 3 | 7 | 748 | 822 | -74  |
| 6. | VEF Rīga             | 2    | 10 | 1 | 9 | 705 | 832 | -127 |

#### Gruppo E
|    | Squadra          | P.ti | G  | V | P | PF  | PS  | DP  |
| -- | ---------------- | ---- | -- | - | - | --- | --- | --- |
| 1. | Lietuvos rytas   | 16   | 10 | 8 | 2 | 840 | 774 | +66 |
| 2. | Bandırma Banvit  | 12   | 10 | 6 | 4 | 788 | 768 | +20 |
| 3. | Krasnyj Oktjabr' | 12   | 10 | 6 | 4 | 759 | 765 | -6  |
| 4. | Asesoft Ploiești | 10   | 10 | 5 | 5 | 814 | 833 | -19 |
| 5. | Partizan         | 6    | 10 | 3 | 7 | 734 | 774 | -40 |
| 6. | H. Gerusalemme   | 4    | 10 | 2 | 8 | 806 | 827 | -21 |

#### Gruppo F
|    | Squadra          | P.ti | G  | V  | P | PF  | PS  | DP   |
| -- | ---------------- | ---- | -- | -- | - | --- | --- | ---- |
| 1. | Lokomotiv Kuban' | 20   | 10 | 10 | 0 | 795 | 653 | +142 |
| 2. | PAOK Salonicco   | 12   | 10 | 6  | 4 | 726 | 726 | 0    |
| 3. | Karşıyaka        | 12   | 10 | 6  | 4 | 780 | 763 | +17  |
| 4. | Budućnost        | 6    | 10 | 3  | 7 | 784 | 797 | -13  |
| 5. | Zielona Góra     | 6    | 10 | 3  | 7 | 722 | 809 | -87  |
| 6. | Ventspils        | 4    | 10 | 2  | 8 | 665 | 724 | -59  |

## Last 32
Vi prendono parte le 24 squadre che hanno superato la Regular Season più le 8 squadre eliminate nella Regular Season di Eurolega.
Le 32 formazioni sono suddivise in 8 raggruppamenti da 4 squadre ciascuno.
Si qualificano agli ottavi di finale le prime due classificate di ogni girone.
Nel caso due o più squadre al termine ottengano gli stessi punti, vengono classificate in base ai seguenti criteri:
1. Scontri diretti.
2. Differenza punti negli scontri diretti.
3. Differenza punti generale.
4. Punti fatti.
5. Somma dei quozienti di punti fatti e punti subiti in ogni partita.

| Qualificata agli Ottavi di finale |
| Eliminata                         |

### Gruppo G
|    | Squadra              | P.ti | G | V | P | PF  | PS  | DP  |
| -- | -------------------- | ---- | - | - | - | --- | --- | --- |
| 1. | UNICS Kazan'         | 8    | 6 | 4 | 2 | 460 | 432 | +28 |
| 2. | Zenit S. Pietroburgo | 6    | 6 | 3 | 3 | 439 | 479 | -40 |
| 3. | Strasburgo           | 6    | 6 | 3 | 3 | 450 | 433 | +17 |
| 3. | ČEZ Nymburk          | 4    | 6 | 2 | 4 | 454 | 459 | -5  |

### Gruppo H
|    | Squadra         | P.ti | G | V | P | PF  | PS  | DP  |
| -- | --------------- | ---- | - | - | - | --- | --- | --- |
| 1. | Gran Canaria    | 10   | 6 | 5 | 1 | 522 | 462 | +60 |
| 2. | Bandırma Banvit | 8    | 6 | 4 | 2 | 484 | 450 | +34 |
| 3. | Dinamo Sassari  | 4    | 6 | 2 | 4 | 470 | 507 | -37 |
| 4. | Budućnost       | 2    | 6 | 1 | 5 | 457 | 514 | -57 |

### Gruppo I
|    | Squadra          | P.ti | G | V | P | PF  | PS  | DP  |
| -- | ---------------- | ---- | - | - | - | --- | --- | --- |
| 1. | Virtus Roma      | 8    | 6 | 4 | 2 | 473 | 442 | +31 |
| 2. | Cedevita Junior  | 8    | 6 | 4 | 2 | 500 | 493 | +7  |
| 3. | Krasnyj Oktjabr' | 6    | 6 | 3 | 3 | 471 | 482 | -11 |
| 4. | Saragozza        | 2    | 6 | 1 | 5 | 434 | 461 | -27 |

### Gruppo J
|    | Squadra        | P.ti | G | V | P | PF  | PS  | DP  |
| -- | -------------- | ---- | - | - | - | --- | --- | --- |
| 1. | Chimki         | 10   | 6 | 5 | 1 | 512 | 449 | +63 |
| 2. | Pall. Cantù    | 6    | 6 | 3 | 3 | 454 | 449 | +5  |
| 3. | Limoges CSP    | 6    | 6 | 3 | 3 | 430 | 430 | 0   |
| 4. | PAOK Salonicco | 2    | 6 | 1 | 5 | 421 | 489 | -68 |

### Gruppo K
|    | Squadra          | P.ti | G | V | P | PF  | PS  | DP  |
| -- | ---------------- | ---- | - | - | - | --- | --- | --- |
| 1. | Bayern Monaco    | 12   | 6 | 6 | 0 | 534 | 437 | +97 |
| 2. | Bamberger        | 6    | 6 | 3 | 3 | 444 | 474 | -30 |
| 3. | Digione          | 4    | 6 | 2 | 4 | 453 | 498 | -45 |
| 4. | Olimpija Lubiana | 2    | 6 | 1 | 5 | 473 | 495 | -22 |

### Gruppo L
|    | Squadra         | P.ti | G | V | P | PF  | PS  | DP  |
| -- | --------------- | ---- | - | - | - | --- | --- | --- |
| 1. | Turów Zgorzelec | 10   | 6 | 5 | 1 | 553 | 501 | +52 |
| 2. | Lietuvos rytas  | 6    | 6 | 3 | 3 | 553 | 514 | +39 |
| 3. | Ostenda         | 4    | 6 | 2 | 4 | 474 | 506 | -32 |
| 4. | Siviglia        | 4    | 6 | 2 | 4 | 473 | 532 | -59 |

### Gruppo M
|    | Squadra           | P.ti | G | V | P | PF  | PS  | DP  |
| -- | ----------------- | ---- | - | - | - | --- | --- | --- |
| 1. | Karşıyaka         | 12   | 6 | 6 | 0 | 538 | 463 | +75 |
| 2. | Paris-Levallois   | 6    | 6 | 3 | 3 | 485 | 486 | -1  |
| 3. | Beşiktaş          | 4    | 6 | 2 | 4 | 444 | 488 | -44 |
| 4. | Neptūnas Klaipėda | 2    | 6 | 1 | 5 | 469 | 499 | -30 |

### Gruppo N
|    | Squadra          | P.ti | G | V | P | PF  | PS  | DP  |
| -- | ---------------- | ---- | - | - | - | --- | --- | --- |
| 1. | Lokomotiv Kuban' | 12   | 6 | 6 | 0 | 492 | 416 | +76 |
| 2. | Valencia         | 6    | 6 | 3 | 3 | 490 | 459 | +31 |
| 3. | Asesoft Ploiești | 4    | 6 | 2 | 4 | 469 | 529 | -60 |
| 4. | Nancy            | 2    | 6 | 1 | 5 | 411 | 458 | -47 |

## Ottavi di finale
| Squadra 1            | Totale  | Squadra 2        | Andata | Ritorno |
| -------------------- | ------- | ---------------- | ------ | ------- |
| Pall. Cantù          | 136–145 | UNICS Kazan'     | 64–70  | 72–75   |
| Cedevita Junior      | 148–159 | Gran Canaria     | 76–84  | 72–75   |
| Bandırma Banvit      | 127–121 | Virtus Roma      | 71–55  | 56–66   |
| Zenit S. Pietroburgo | 154–175 | Chimki           | 84–86  | 70–89   |
| Valencia             | 174–118 | Bayern Monaco    | 80–58  | 94–60   |
| Paris-Levallois      | 161–149 | Turów Zgorzelec  | 74–71  | 87–78   |
| Lietuvos rytas       | 162–178 | Karşıyaka        | 81–81  | 81–97   |
| Bamberger            | 131–150 | Lokomotiv Kuban' | 78–80  | 53–70   |

## Quarti di finale
| Squadra 1       | Totale  | Squadra 2        | Andata | Ritorno |
| --------------- | ------- | ---------------- | ------ | ------- |
| UNICS Kazan'    | 157–145 | Lokomotiv Kuban' | 78–87  | 79–58   |
| Gran Canaria    | 151–140 | Karşıyaka        | 76–66  | 75–74   |
| Paris-Levallois | 138–140 | Bandırma Banvit  | 67–65  | 71–75   |
| Valencia        | 136–152 | Chimki           | 75–76  | 61–76   |

## Semifinali
| Squadra 1       | Totale  | Squadra 2    | Andata | Ritorno |
| --------------- | ------- | ------------ | ------ | ------- |
| UNICS Kazan'    | 146–161 | Gran Canaria | 70–83  | 76–78   |
| Bandırma Banvit | 172–175 | Chimki       | 83–82  | 89–93   |

## Finale
| Squadra 1    | Totale  | Squadra 2 | Andata | Ritorno |
| ------------ | ------- | --------- | ------ | ------- |
| Gran Canaria | 130-174 | Chimki    | 66-91  | 64-83   |

### Gara 1
| Arbitri: | Fernando Rocha Roberto Chiari Rustu Nuran |

|          |          |                           |
| Kuric 23 | Punti    | 18 Koponen, Vjal'cev      |
| Oliver 4 | Assist   | 5 Rice                    |
| Báez 7   | Rimbalzi | 6 Augustine, Monja, Davis |

### Gara 2
| Arbitri: | Sasa Pukl Milivoje Jovcic Ioannis Foufis |

|              |          |            |
| Augustine 18 | Punti    | 17 Tavares |
| Popović 7    | Assist   | 4 Bellas   |
| Davis 10     | Rimbalzi | 10 Tavares |

| Eurocup 2014-2015   |
| ------------------- |
| BC Khimki 2º titolo |

#### Squadra vincitrice
| N° | Naz.                   | Ruolo | Sportivo             | Anno | Alt. |  |
| -- | ---------------------- | ----- | -------------------- | ---- | ---- |  |
| 0  | Montenegro (bandiera)  | P     | Tyrese Rice          | 1987 | 185  |  |
| 5  | Stati Uniti (bandiera) | AG    | James Augustine      | 1984 | 208  |  |
| 6  | Croazia (bandiera)     | P     | Marko Popović        | 1982 | 185  |  |
| 7  | Russia (bandiera)      | C     | Ruslan Pateev        | 1990 | 213  |  |
| 8  | Finlandia (bandiera)   | G     | Petteri Koponen      | 1988 | 194  |  |
| 9  | Russia (bandiera)      | G     | Egor Vjal'cev        | 1985 | 193  |  |
| 10 | Spagna (bandiera)      | AG    | Víctor Claver        | 1988 | 206  |  |
| 11 | Russia (bandiera)      | AP    | Stanislav Il’nitskiĭ | 1994 | 200  |  |
| 12 | Russia (bandiera)      | AP    | Sergej Monja         | 1983 | 202  |  |
| 14 | Russia (bandiera)      | AP    | Aleksandr Sakharov   | 1993 | 201  |  |
| 33 | Stati Uniti (bandiera) | AP    | Tyler Honeycutt      | 1990 | 203  |  |
| 34 | Russia (bandiera)      | G     | Maksim Sakharov      | 1993 | 190  |  |
| 40 | Stati Uniti (bandiera) | C     | Paul Davis           | 1984 | 211  |  |
| 45 | Russia (bandiera)      | AG    | Maksim Šeleketo      | 1987 | 204  |  |
|    | Lituania (bandiera)    | All.  | Rimas Kurtinaitis    |      |      |  |

## Statistiche individuali

### Punti
| Pos. | Nome            | Squadra                  | Partite | Punti | PPG   |
| ---- | --------------- | ------------------------ | ------- | ----- | ----- |
| 1.   | Randy Culpepper | Krasny Oktyabr Volgograd | 13      | 249   | 19.15 |
| 2.   | J.P. Prince     | Telenet Oostende         | 16      | 274   | 17.13 |
| 3.   | Tyrese Rice     | Chimki                   | 24      | 407   | 16.96 |
| 4.   | Bobby Dixon     | Pinar Karsiyaka          | 20      | 335   | 16.75 |
| 5.   | Chris Lofton    | Besiktas                 | 15      | 238   | 15.87 |

### Rimbalzi
| Pos. | Nome           | Squadra                  | Partite | Rimbalzi | RPG  |
| ---- | -------------- | ------------------------ | ------- | -------- | ---- |
| 1.   | Sharrod Ford   | Paris Levallois          | 20      | 177      | 8.85 |
| 2.   | Trevor Mbakwe  | Brose Bamberg            | 18      | 151      | 8.39 |
| 3.   | Randal Falker  | SLUC Nancy               | 15      | 122      | 8.13 |
| 4.   | Walter Tavares | Gran Canaria             | 23      | 178      | 7.74 |
| 5.   | Romeo Travis   | Krasny Oktyabr Volgograd | 16      | 115      | 7.19 |

### Assist
| Pos. | Nome           | Squadra         | Partite | Assist | APG  |
| ---- | -------------- | --------------- | ------- | ------ | ---- |
| 1.   | Mike Green     | Paris Levallois | 20      | 147    | 7.35 |
| 2.   | Brad Wanamaker | Brose Bamberg   | 18      | 116    | 6.44 |
| 3.   | Walter Hodge   | Zenit           | 18      | 113    | 6.28 |
| 4.   | Omar Cook      | Budocnost       | 16      | 97     | 6.06 |
| 5.   | Pedro Llompart | CAI Saragozza   | 16      | 95     | 5.94 |

## Premi

### Riconoscimenti individuali
- Eurocup MVP:  Tyrese Rice,  Chimki
- Eurocup Finals MVP:  Tyrese Rice,  Chimki
- Eurocup Rising Star:  Kristaps Porziņģis,  Siviglia
- Eurocup Coach of the Year:  Aíto García Reneses,  Gran Canaria

### Quintetti ideali
- All-Eurocup First Team:
  -  Tyrese Rice     (  Chimki )
  -  Petteri Koponen (  Chimki )
  -  Sammy Mejía     (  Bandirma Banvit )
  -  Derrick Brown   (  Lokomotiv Kuban )
  -  Walter Tavares  (  Gran Canaria )
- All-Eurocup Second Team:
  -  Bobby Dixon      (  Pınar Karşıyaka )
  -  Keith Langford   (  UNICS Kazan' )
  -  Kyle Kuric       (  Gran Canaria )
  -  Anthony Randolph (  Lokomotiv Kuban )
  -  Sharrod Ford     (  Paris-Levallois )